# Teodor Koriatovič
Teodor Koriatovič z Podolí, také Fjodor Koriatovič, rusínsky Федор Коріатович (* 1331 – † 1414 Mukačevo) byl kníže Podolí (v té době v Litvě). Po usídlení v Mukačevě jeho titul zněl: Theodorus Koriatovich, Dei gracia dux de Munkach.

## Život
Pocházel z litevského rodu velkoknížete Gedymina. V roce 1393 však byl přinucen opustit své knížectví v Podolí a najít si nový domov v Uhersku. Zikmund, král Uherska (1387–1437) ho velmi ochotně přijal a hned mu daroval Mukačevské panství. Teodor na něm vládl až do svojí smrti, tedy do roku 1414. Podporoval monastýry a jejich mnichy – baziliány. Jeho lidé se usídlili v řídce obydlených částech současného severovýchodního Slovenska a současné Zakarpatské Ukrajiny a také i na jižním Zemplíně. Novousedlíci, kteří přišli s ním, založili více než 300 osad. Koriatovič bránil Rusíny před uherskou šlechtou. Na Zemplíně nechal razit drobné stříbrné mince s písmem v cyrilici.
Podle historika Joannika Baziloviče měl velký význam pro Uhersko a jeho východní křesťany. Kdysi byl obyčej, že obvykle silnější a bohatší šlechtic se snažil založit při svém panství monastýry, aby se za něho mniši, či mnišky modlili. On se staral o světské věci – organizaci panství apod., v monastýru se zatím modlili za jeho duši.
Teodor Koriatovič zemřel v roce 1414. Po něm držela hrad Palanok v Mukačevu do svojí smrti vdova Olga.

## Film
Roku 1922 byl natočen československý film Koryatovič (v hlavní roli Theodor Pištěk), který je považován za ztracený.